# Statny (1941)
El destructor Statny (en ruso: Статный, lit. 'Majestuoso') fue uno de los dieciocho destructores de la clase Storozhevoy (oficialmente conocidos como Proyecto 7U) construidos para la Armada Soviética a finales de la década de 1930. Aunque comenzó la construcción como un destructor de la clase Gnevny, el Statny se completó en 1941 con el diseño modificado del Proyecto 7U y se asignó a la Flota del Báltico.
El destructor entró en servicio en julio de ese año, un mes después del comienzo de la Operación Barbarroja, y bombardeó posiciones alemanas en la costa del Golfo de Riga a principios de agosto. Mientras eludía un ataque aéreo el 18 de agosto, chocó contra una mina que destruyó su proa. El Statny aterrizó y fue abandonado antes de hundirse durante una tormenta el 22 de agosto luego de un esfuerzo de rescate fallido para bombear agua de sus compartimentos inundados. Su pecio fue rescatado como chatarra en 1957. 

## Diseño y descripción
Originalmente construido como un buque de Clase Gnevny, el Statny y sus buques gemelos se completaron con el diseño modificado del Proyecto 7U después de que Iósif Stalin, Secretario General del Partido Comunista de la Unión Soviética, ordenara que estos últimos se construyeran con las calderas dispuestas en escalón, en lugar de estar enlazadas como en los destructores de la clase Gnevny, de modo que el buque aún pudiera moverse con una o dos calderas inoperativas.
Al igual que los destructores de la Clase Gnevny, los destructores del Proyecto 7U tenían una eslora de 112,5 metros y una manga de 10,2 metros, pero tenían un calado reducido de 3,98 metros a plena carga. Los buques tenían un ligero sobrepeso, desplazando 1727 toneladas con carga estándar y 2279 toneladas a plena carga. 
La tripulación de los buques de la clase Storozhevoy ascendía a 207 marineros y oficiales en tiempo de paz, pero aumentaba a 271 en tiempo de guerra, ya que se necesitaba más personal para operar el equipo adicional. Cada buque tenía un par de turbinas de vapor con engranajes, cada una impulsaba una hélice, diseñada para producir 54.000 C.V en el eje utilizando vapor de cuatro calderas de tubos de agua, que los diseñadores esperaban superaría los 37 nudos (69 km/h) de velocidad de los Project 7 porque había vapor adicional disponible. El propio Sposobny solo alcanzó los 36,8 nudos (68,2 km/h) durante sus pruebas de mar en 1943. Las variaciones en la capacidad de fueloil significaban que el alcance de los destructores de la clase Storozhevoy podía variar de 1380 a 2700 millas náuticas (2560 a 5000 km) a 19 nudos (35 km/h).
Los buques de la clase Storozhevoy montaban cuatro cañones B-13 de 130 milímetros en dos pares de monturas individuales superfuego a proa y popa de la superestructura. La defensa antiaérea corría a cargo de un par de cañones 34-K AA de 76,2 milímetros en monturas individuales y tres cañones AA 21 K de 45 milímetros, así como cuatro ametralladoras simples DK o DShK AA de 12,7 milímetros. Llevaban seis tubos lanzatorpedos de 533 mm en dos montajes triples giratorios en medio del barco. Los buques también podían transportar un máximo de 58 a 96 minas y 30 cargas de profundidad. Estaban equipados con un juego de hidrófonos Marte para la guerra antisubmarina, aunque estos eran inútiles a velocidades superiores a tres nudos (5,6 km/h).

## Historial de combate
El destructor Statny se construyó en el Astillero No. 190 (Zhdanov) en Leningrado el 29 de diciembre de 1938 como un destructor clase Gnevny. En marzo de 1938, fue reconstruido como un destructor del Proyecto 7U y botado el 24 de noviembre de 1939. Después de completar sus pruebas de mar en junio de 1941, el destructor fue aceptado por una comisión estatal el 9 de julio y entró en servicio con la Flota del Báltico el 18 de julio, casi un mes después del comienzo de la invasión alemana de la Unión Soviética, el 22 de julio. Durante el mes de agosto, el Statny y su buque gemelo el Surovy bombardearon posiciones alemanas en la costa del Golfo de Riga, utilizando 111 rondas de su armamento principal contra una batería de artillería costera cerca de Ainaži el 6 de agosto y 72 contra la estación de tren y el embarcadero de Mērsrags dos días después; el buque escapó ileso del fuego de respuesta de las baterías costeras en ambas ocasiones.
Mientras estaba anclado en la rada de Rohuküla en Moonsund el 18 de agosto, el Statny fue atacado por aviones alemanes a las 10:10h y levó anclas, pero golpeó una mina de fondo alemana quince minutos más tarde mientras realizaba maniobras evasivas. La mina destruyó la parte delantera de su proa lo que provocó que se hundiera en solo diez minutos; su capitán estaba entre los muertos de la explosión. La sección de proa y la sala de calderas de proa se inundaron casi instantáneamente, y cuando los tripulantes evacuaron la sala de máquinas de proa y la segunda sala de calderas no pudieron cerrar las escotillas, lo que provocó que la inundación continuara en esos compartimentos. Después de un intento fallido de retroceder, el destructor se detuvo a una profundidad de siete a ocho metros (23 a 26 pies). A las 12:00h el barco de rescate Saturno se acercó e intentó bombear el agua de los compartimentos inundados, pero se vio obligado a retirarse hasta el anochecer debido a otro ataque aéreo alemán. Este proceso continuó durante tres días y medio mientras las bombas drenaban los compartimentos por la noche, pero se volvían a inundar durante el día. El destructor fue abandonado después de que estallara una tormenta, finalmente volcó y se hundió el 22 de agosto. Fue retirado oficialmente de las Listas de la Armada Soviética el 31 de agosto. En 1957, los restos del naufragio fueron recuperados y remolcados a Tallin para su desguace.